# 達爾科·索科羅夫
達爾科·索科羅夫（1986年5月8日—），北馬其頓籃球運動員，現在效力於北馬其頓球隊KK Rabotnički。他也代表北馬其頓國家男子籃球隊參賽。